# Control electrònic d'estabilitat

Llum de l'ESP

El control d'estabilitat, conegut per les abreviatures ESP (de l'anglès Electronic Stability Program) o ESC (de l'anglès Electronic Stability Control), és un element de seguretat activa de l'automòbil que actua frenant de forma selectiva una de les rodes del vehicle en situacions de risc. Es basa en l'ABS i el control de tracció. L'ESP funciona de forma automàtica: un microordinador comprova que la direcció que es dona al volant es correspon amb la direcció real a la que es mou el vehicle. Si el vehicle es mou en una direcció diferent, l'ESP utilitza el sistema de frens per estabilitzar-lo. Això permet al dispositiu evitar derrapades en situacions de risc, com per exemple en el cas que el vehicle agafi una corba a velocitat excessiva. En aquest cas, l'ESP detecta la pèrdua de tracció d'un pneumàtic i redueix la rotació del pnèumàtic complementari. També és important en les situacions en què el conductor vol recuperar la trajectòria després d'evitar un obstacle. Des de l'1 de novembre de 2014, tots els models nous que es comercialitzen a la UE han d'incloure l'ESP.

## Història
El control d'estabilitat s'introduí a mitjan anys 90. El primers models a incorporar-lo foren el Mercedes-Benz Classe S, el BMW Sèrie 7 i el Toyota Crown Majesta. El control d'estabilitat de Mercedes, anomenat Electronic Stability Program, que desenvoluparen conjuntament amb Bosch, s'incorporà al Mercedes classe S el 1995. El Vehicle Stability Control System (VSC) és el control d'estabilitat que dissenyà Toyota conjuntament amb els seus subministradors Aisin i Denso. L'introduïren en el Toyota Crown Majesta també el 1995. El control d'estabilitat de BMW, el Dynamic Stability Control (DSC), fou fruit de la col·laboració de BMW amb Bosch i Continental-Teves. Tot i que van introduir una versió provisional el 1995, la versió definitiva, el DSC III, s'incorporà al BMW sèrie 7 el 1997.
La popularització d'aquest dispositiu s'inicià degut a un incident amb el model petit de Mercedes, el Mercedes-Benz Classe A. El 1997 aquest model no incloïa control d'estabilitat. Quan, realitzant proves amb el cotxe, un periodista bolcà, l'empresa decidí parar la producció per incorporar-hi el control d'estabilitat. També realitzaren el canvi de franc a les unitats que ja estaven venudes.

## Concepte
El sistema consta d'una unitat de control electrònic, un grup hidràulic i un conjunt de sensors: 
- sensor d'angle de direcció: està ubicat a la direcció i proporciona informació constant sobre el moviment el volant, és a dir, la direcció desitjada pel conductor.
- sensor de velocitat de gir de roda: són els mateixos de l'ABS i informen sobre el comportament de les mateixes (si estan bloquejades, si patinen ...)
- sensor d'angle de gir i acceleració transversal: proporciona informació sobre desplaçaments de el vehicle al voltant del seu eix vertical i desplaçaments i forces laterals, és a dir, quin és el comportament real d'el vehicle i si està començant a derrapar i desviant-se de la trajectòria desitjada pel conductor.

L'ESP està sempre actiu. Un microordinador controla els senyals provinents dels sensors de l'ESP i les revisa 25 vegades per segon per comprovar que l'adreça que desitja el conductor a través del volant es correspon amb l'adreça real a la qual s'està movent el vehicle. Si el vehicle es mou en una direcció diferent, l'ESP detecta la situació crítica i reacciona immediatament, sense importar el conductor. Utilitza el sistema de frens de el vehicle per estabilitzar-lo. Amb aquestes intervencions selectives dels frens, l'ESP genera la força contrària desitjada perquè el vehicle pugui reaccionar segons les maniobres del conductor. L'ESP no només inicia la intervenció dels frens, també pot reduir el parell el motor per reduir la velocitat de el vehicle. D'aquesta manera el cotxe es manté segur i estable,dins sempre dels límits de la física.

## Funcionament
Durant la conducció normal, l'ESC supervisa contínuament la direcció i la direcció de el vehicle. Compara la direcció prevista del conductor (determinada per l'angle mesurat al volant) amb l'adreça real de el vehicle (determinada a través de l'acceleració lateral mesura, la rotació de el vehicle i les velocitats individuals de les rodes sobre la carretera).
L'ESC intervé només quan detecta una probable pèrdua de control en la direcció, com quan el vehicle no va on el conductor està conduint. Això pot succeir, per exemple, en derrapar durant viratges evasius d'emergència, subviratge o sobreviratge durant girs mal calculats en carreteres relliscoses o hidroplanning. Durant la conducció d'alt rendiment, l'ESC pot intervenir quan no es desitja, perquè l'entrada de la direcció pot no sempre ser indicativa de la direcció de desplaçament prevista (com durant la deriva controlada). L'ESC estima la direcció del patinatge i després aplica els frens a les rodes individuals de forma asimètrica per crear un parell al voltant de l'eix vertical de el vehicle, oposant-se al patinatge i fent que el vehicle torni a alinear-se amb la direcció ordenada pel conductor. A més, el sistema pot reduir la potència del motor o operar la transmissió per reduir la velocitat de el vehicle.
L'ESC pot funcionar en qualsevol superfície, des paviment sec fins llacs gelats. Reacciona i corregeix els derrapatges molt més ràpid i més eficaçment que el conductor humà típic, sovint abans que el conductor s'adoni de qualsevol pèrdua imminent de control. Això ha generat certa preocupació que l'ESC podria permetre que els conductors se sentin massa confiats en el maneig del seu vehicle i / o a les seves pròpies habilitats de conducció. Per aquesta raó, els sistemes ESC generalment alerten el conductor quan intervenen, de manera que el conductor és conscient que s'han assolit els límits de maneig de el vehicle. La majoria s'activa una llum indicador en el tauler i / o un to d'alerta; alguns permeten intencionalment que el rumb corregit de el vehicle es desviï molt lleument de la direcció ordenada pel conductor, fins i tot si és possible igualar-la amb més precisió.
Tots els fabricants d'ESC emfatitzen que el sistema no és una millora del rendiment ni un reemplaçament de les pràctiques de conducció segura, sinó més aviat una tecnologia de seguretat per ajudar al conductor a recuperar-se de situacions perilloses. L'ESC no augmenta la tracció, de manera que no permet prendre corbes més ràpid (encara que pot facilitar una presa de corbes millor controlada). De manera més general, l'ESC funciona dins dels límits de l'ús de el vehicle i la tracció disponible entre els pneumàtics i la carretera. Una maniobra imprudent encara pot excedir aquests límits, resultant en la pèrdua de control. Per exemple, durant el hidroplaneo, les rodes que l'ESC faria servir per corregir un derrapatge poden perdre contacte amb la superfície de la carretera, reduint la seva efectivitat.
A causa de el fet que el control d'estabilitat pot ser incompatible amb la conducció d'alt rendiment, molts vehicles tenen un control d'anul·lació que permet que el sistema es desactivi totalment o parcialment. En sistemes simples, un sol botó pot desactivar totes les funcions, mentre que les configuracions més complicades poden tenir un interruptor de múltiples posicions o és possible que mai es desactivin per complet.

## Control d'estabilitat i seguretat (activa)
Segons la Confederació de les Empreses Asseguradores d'Alemanya (GDV), el 60% de tots els accidents amb víctimes mortals i un 25% dels accidents amb danys a persones es produeixen a conseqüència de la derrapada del vehicle. Aquest problema s'accentua en el cas dels vehicles tot camí, ja que la seva altura fa que estiguin subjectes a forces majors i tinguin una menor estabilitat que els turismes petits. Per tant, l'ESP és una peça clau per a la reducció del nombre d'accidents a les carreteres. La seva eficàcia és avalada per nombrosos estudis. Segons l'Insurance Institute for Highway Safety, l'ESP redueix el risc de patir un accident en solitari en més d'un 40%. A més, l'efecte és major per als vehicles tot camí (un 49%), que per als turismes (un 33%). Segons un estudi realitzat a Suècia entre 2000 y 2002, els turismes amb ESP tenien un 22% menys de probabilitats d'accident que els que no l'incloïen. Aquesta xifra augmentava fins al 32% i 38% en el cas de carreteres mullades o amb neu, respectivament. L'ESP és considerat un dels sistemes antiaccidents més eficaços del panorama tècnic actual.

## Denominació del control d'estabilitat segons els fabricants
El control d'estabilitat pot tenir multitud de funcions addicionals:
- Hill Hold Control o control d'ascens de pendents: és un sistema que evita que el vehicle retrocedeixi en reprendre la marxa en un pendent.
- "BSW", assecat dels discos de frens.
- "Overboost", compensació de la pressió quan el líquid de frens està sobreescalfat.
- "Trailer Sway Mitigation", millora l'estabilitat quan es porta un remolc, evitant l'efecte "tisora".
- Lloeu Adaptive Control (LAC), que permet conèixer la posició i el volum de la càrrega en un vehicle industrial lleuger. Amb aquesta funció s'evita un possible tomb per la pèrdua de l'estabilitat. També se li denomina Adaptive ESP per a la gamma de vehicles de Mercedes. Està de sèrie en la Mercedes-Benz Vito i Sprinter i en la Volkswagen Crafter .

Electronic stability control (ESC) és el terme genèric reconegut per la Societat d'Automoció i altres autoritats, encara que cada companyia estableix la seva pròpia denominació:
| fabricant                               | sigla                                   | nom original | Significat en Català |
| --------------------------------------- | --------------------------------------- | --- | --- |
| Acura                                   | VSA                                     | Vehicle Stability Assist | Assistència d'estabilitat de el vehicle |
| alfa Romeo                              | VDC                                     | Vehicle Dynamic Control | Control dinàmic de el vehicle |
| Audi                                    | ESP                                     | Electronic Stability Programme | Programa d'estabilitat electrònic |
| Bentley                                 | ESP                                     | Electronic Stability Programme | Programa d'estabilitat electrònic |
| Bugatti                                 | ESP                                     | Electronic Stability Programme | Programa d'estabilitat electrònic |
| Buick                                   |                                         | StabiliTrak | Estabilitat de tracció |
| BMW                                     | DSC                                     | Dynamic Stability Control (inclou control dinàmic de tracció)                                                                                        | Control dinàmic d'estabilitat |
| Cadillac                                |                                         | All-Speed Traction Control & StabiliTrak | |
| Chevrolet                               | ESC                                     | Electronic Stability Control | Control Electrònic d'Estabilitat |
| Chevrolet (Corvette) (Suburban Premier) | ST                                      | StabiliTrak; Active Handling | Sistema d'estabilitat; maneig actiu |
| Chrysler                                | ESP                                     | Electronic Stability Programme | Programa d'estabilitat electrònic |
| Citroën                                 | ESP                                     | Electronic Stability Programme | Programa d'estabilitat electrònic |
| Dodge                                   | ESP                                     | Electronic Stability Programme | Programa d'estabilitat electrònic |
| Fiat                                    | ESP o VDC                               | Electronic Stability Programme o Vehicle Dynamic Control                                                                                             | Programa d'estabilitat electrònic o Control dinàmic de vehicle                                                                                         |
| Ferrari                                 | CST                                     | Controllo Stabilità | Control d'estabilitat |
| Ford                                    | RSC; IVD i ESP; DSC (Només a Austràlia) | AdvanceTrac with Roll Stability Control (RSC) o Interactive Vehicle Dynamics (IVD) i Electronic Stability Programme; Dynamic Stability Control (DSC) | Control d'estabilitat amb control de la bolcada; dinàmica de el vehicle interactiva i Programa d'estabilitat electrònic; Control d'estabilitat dinàmic |
| General Motors                          |                                         | StabiliTrak | Estabilitat de tracció |
| Honda                                   | ESP i VSA                               | Electronic Stability Programme; Vehicle Stability Assist                                                                                             | Programa d'estabilitat electrònic; Assistent d'estabilitat de el vehicle                                                                               |
| Holden                                  | ESP                                     | Electronic Stability Programme | Programa d'estabilitat electrònic |
| Hyundai                                 | ESP, ESC o VSA                          | Electronic Stability Programme, Electronic Stability Control, o 'Vehicle Stability Assist                                                            | Programa d'estabilitat electrònic, Control electrònic d'estabilitat o Assistència d'estabilitat de el vehicle                                          |
| Infiniti                                | VDC                                     | Vehicle Dynamic Control | Control dinàmic de el vehicle |
| Jaguar (automòbil)                      | DSC                                     | Dynamic Stability Control | Control Dinàmic d'Estabilitat |
| jeep                                    | ESP                                     | Electronic Stability Programme | Programa d'estabilitat electrònic |
| Kia                                     | ESC                                     | Electronic Stability Control | Control electrònic d'estabilitat |
| Lamborghini                             | ESP                                     | Electronic Stability Programme | Programa d'estabilitat electrònic |
| Land Rover                              | DSC                                     | Dynamic Stability Control | Control d'estabilitat dinàmic |
| Lexus                                   | VDIM; VSC i TRAC                        | Vehicle Dynamics Integrated Management (VDIM) amb Vehicle Stability Control (VSC) i Traction Control (TRAC) systems                                  | Gestió Integrada de la Dinàmica del Vehicle; amb Control d'Estabilitat Vehicular i sistema de Control de Tracció (TRAC)                                |
| Lincoln                                 |                                         | AdvanceTrac | Tracció avançada |
| Maserati                                | MSP                                     | Maserati Stability Programme | Programa d'estabilitat Maserati |
| Mazda                                   | DSC                                     | Dynamic Stability Control | Control Dinàmic d'Estabilitat |
| Mercedes-Benz (co-inventor)             | ESP                                     | Electronic Stability Programme | Programa d'estabilitat electrònic |
| Mercury                                 |                                         | AdvanceTrac | Tracció avançada |
| MINI (BMW)                              | DSC                                     | Dynamic Stability Control | Control d'estabilitat dinàmic |
| Mitsubishi                              | ASTC; ASC                               | Active Skid, Traction Control Multimode i Active Stability Control                                                                                   | Lliscament Actiu, control de tracció Multimode i control d'estabilitat actiu                                                                           |
| Nissan                                  | VDC                                     | Vehicle Dynamic Control | Control dinàmic de el vehicle |
| Opel                                    | ESP                                     | Electronic Stability Programme | Programa d'estabilitat electrònic |
| Peugeot                                 | ESP                                     | Electronic Stability Programme | Programa d'estabilitat electrònic |
| Porsche                                 | PSM                                     | Porsche Stability Management | Administració d'estabilitat Porsche |
| Renault                                 | ESP                                     | Electronic Stability Programme | Programa d'estabilitat electrònic |
| Saab Automobile                         | ESP                                     | Electronic Stability Programme | Programa d'estabilitat electrònic |
| Saturn                                  |                                         | StabiliTrak | Estabilitat de tracció |
| SEAT                                    | ESP                                     | Electronic Stability Programme | Programa d'estabilitat electrònic |
| Skoda                                   | ESP                                     | Electronic Stability Programme | Programa d'estabilitat electrònic |
| Smart                                   | ESP                                     | Electronic Stability Programme | Programa d'estabilitat electrònic |
| Subaru                                  | VDCS                                    | Vehicle Dynamics Control Systems | Sistema de control dinàmic vehicular |
| Suzuki                                  | ESP                                     | Electronic Stability Programme | Programa d'estabilitat electrònic |
| Toyota                                  | VDIM amb VSC                            | Vehicle Dynamics Integrated Management with Vehicle Stability Control                                                                                | Gestió dinàmica integrada del Vehicle amb Control d'Estabilitat Vehicular                                                                              |
| Vauxhall                                | ESP                                     | Electronic Stability Programme | Programa d'estabilitat electrònic |
| Volvo                                   | DSTC                                    | Dynamic Stability and Traction Control | Control de tracció i estabilitat dinàmic |
| Volkswagen                              | ESP                                     | Electronic Stability Programme | Programa d'estabilitat electrònic |